# Nude on the Moon: The B-52's Anthology
Albums de The B-52's
Time Capsule: Songs for a Future Generation
(1998) Funplex
(2008)
Nude on the Moon: The B-52's Anthology est une compilation des B-52's, sortie le 15 janvier 2002.

## Liste des titres
| 1.  | 52 Girls                     | Jeremy Ayers, Ricky Wilson                                         | The B-52's  | 3:34 |
| 2.  | Dance This Mess Around       | Pierson, Fred Schneider, Keith Strickland, Cindy Wilson, R. Wilson | The B-52's  | 4:36 |
| 3.  | Rock Lobster                 | Schneider, R. Wilson                                               | The B-52's  | 6:49 |
| 4.  | Lava                         | The B-52's                                                         | The B-52's  | 4:54 |
| 5.  | Hero Worship                 | Robert Waldrop, R. Wilson                                          | The B-52's  | 4:07 |
| 6.  | Planet Claire                | Schneider, Strickland                                              | The B-52's  | 4:35 |
| 7.  | Give Me Back My Man          | Schneider, Strickland, C. Wilson, R. Wilson                        | Wild Planet | 4:00 |
| 8.  | Private Idaho                | The B-52's                                                         | Wild Planet | 3:35 |
| 9.  | Devil in My Car              | Pierson, Schneider, C. Wilson, R. Wilson                           | Wild Planet | 4:28 |
| 10. | Party out of Bounds          | The B-52's                                                         | Wild Planet | 3:21 |
| 11. | Strobe Light                 | The B-52's                                                         | Wild Planet | 3:59 |
| 12. | Quiche Lorraine (Live, 1990) | Schneider, Strickland, R. Wilson                                   | Wild Planet | 3:58 |
| 13. | Mesopotamia (Remix)          | Strickland, R. Wilson, Pierson, Schneider                          | Mesopotamia | 3:51 |
| 14. | Queen of Las Vegas           | The B-52's                                                         | Whammy!     | 5:40 |
| 15. | Legal Tender                 | Strickland, Waldrop                                                | Whammy!     | 3:40 |
| 16. | Song for a Future Generation | The B-52's                                                         | Whammy!     | 4:00 |
| 17. | Trism                        | The B-52's                                                         | Whammy!     | 3:23 |
| 18. | Whammy Kiss (Live, 1989)     | The B-52's                                                         | Whammy!     | 3:59 |

| 1.  | Summer of Love                                      | Pierson, Strickland, C. Wilson, R. Wilson         | Bouncing off the Satellites                 | 4:02 |
| 2.  | Ain't It a Shame (New Edit)                         | Strickland, C. Wilson, R. Wilson                  | Bouncing off the Satellites                 | 4:33 |
| 3.  | Theme for a Nude Beach (New Edit)                   | The B-52's                                        | Bouncing off the Satellites                 | 4:24 |
| 4.  | Girl from Ipanema Goes to Greenland                 | Strickland, R. Wilson, C. Wilson                  | Bouncing off the Satellites                 | 4:22 |
| 5.  | Wig                                                 | The B-52's                                        | Bouncing off the Satellites                 | 4:22 |
| 6.  | She Brakes for Rainbows                             | Strickland, C. Wilson                             | Bouncing off the Satellites                 | 4:41 |
| 7.  | Cosmic Thing                                        | The B-52's                                        | Cosmic Thing                                | 3:50 |
| 8.  | Deadbeat Club                                       | The B-52's                                        | Cosmic Thing                                | 4:45 |
| 9.  | Love Shack                                          | Pierson, Schneider, Strickland, C. Wilson         | Cosmic Thing                                | 5:21 |
| 10. | Roam                                                | Pierson, Schneider, Strickland, Waldrop,C. Wilson | Cosmic Thing                                | 4:54 |
| 11. | Channel Z                                           | The B-52's                                        | Cosmic Thing                                | 4:49 |
| 12. | Junebug                                             | The B-52's                                        | Cosmic Thing                                | 5:04 |
| 13. | Follow Your Bliss                                   | The B-52's                                        | Cosmic Thing                                | 4:08 |
| 14. | Good Stuff                                          | Pierson, Schneider, Strickland                    | Good Stuff                                  | 5:58 |
| 15. | Revolution Earth                                    | Pierson, Strickland, Waldrop                      | Good Stuff                                  | 5:50 |
| 16. | Is That You Mo-Dean? (Interdimension Mix, New Edit) | The B-52's                                        | Good Stuff                                  | 4:38 |
| 17. | Debbie                                              | The B-52's                                        | Time Capsule: Songs for a Future Generation | 3:32 |